# Medalha Nacional de Reconhecimento às Vítimas do Terrorismo
A Medalha Nacional de Reconhecimento às Vítimas do Terrorismo (em francês:  Médaille nationale de reconnaissance aux victimes du terrorisme) é uma ordem honorífica da França concedida àqueles que foram vítimas do terrorismo. Estabelecida pelo Decreto Presidencial de 12 de julho de 2016, pode ser concedida a franceses ou a estrangeiros vitimados pelo terrorismo em solo francês ou no estrangeiro. A ideia de sua criação veio após os ataques terroristas de janeiro e de novembro de 2015.

## História
A Medalha Nacional de Reconhecimento às Vítimas do Terrorismo é uma condecoração civil e militar francesa criada após os atentados ocorridos em Paris e Saint-Denis em 13 de novembro de 2015, onde foram mortas 130 pessoas, e o atentado ao jornal satírico Charlie Hebdo em janeiro do mesmo ano, pelo decreto nº 2016-949 de 12 de julho de 2016. Desde a entrada em vigor, em 1º de janeiro de 2017, da versão revista do Código das Pensões Militares por Invalidez e Vítimas de Guerra, esta condecoração passou a figurar na parte regulamentar nos artigos D355-23 a D355-31.

## Agraciamento

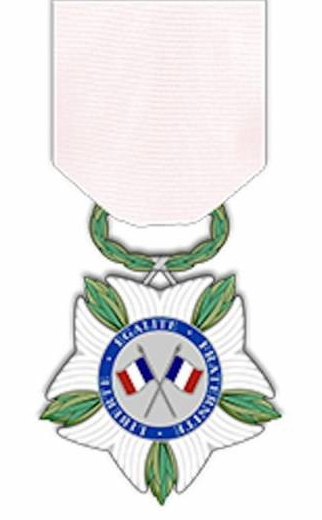
Reverso.

A Medalha Nacional de Reconhecimento às Vítimas do Terrorismo tem como objetivo demonstrar a homenagem da nação às vítimas de atos terroristas cometidos em território nacional ou no exterior. Esta medalha foi criada pelo decreto nº 2016-949 de 12 de julho de 2016. Pode ser concedida a vítimas mortas, feridas ou sequestradas, durante ato terrorista cometido após 1º de janeiro de 1974. A medalha é concedida por decreto do Presidente da República, e o agraciamento é publicado no Diário Oficial.
A medalha pode ser concedida retroativamente a 1º de janeiro de 2006, tendo sido criada para dar reconhecimento apropriado àqueles que foram vitimados pelo terrorismo sem afetar os critérios das ordens honoríficas já existentes, tais como a Legião de Honra. A medalha é atribuída retroativamente a 1º de janeiro de 19743, e deve ser solicitada pela vítima, ou, caso falecida, pela sua família. A medalha pode ser concedida a um menor, a um estrangeiro e a um francês.
Em 1º de maio de 2018, o primeiro agraciamento foi a título póstumo a uma vítima do ataque no Cairo em 22 de fevereiro de 2009, a Sra. Camille Amandine Quilin. Em 4 de novembro de 2018, um decreto coletivo atribuiu a Medalha de Reconhecimento a 124 vítimas do terrorismo, incluindo 22 à título póstumo. Os 124 agraciados estiveram envolvidas em 21 eventos terroristas ocorridos na França e no estrangeiro desde 2011. Destas, 22 pessoas morreram nestes ataques, 102 ficaram feridas física ou psicologicamente, 14 são estrangeiros, 7 são menores e 6 pertencem às forças de segurança pública, privada ou da Defesa. Algumas vítimas, como as de janeiro de 2015, foram nomeadas cavaleiros da Legião de Honra antes da criação desta medalha. Em 2016, vítimas dos atentados em Nice em 14 de julho de 2016 foram agraciadas em duas cerimônias coletivas, com 14 agraciados (3 póstumos) e 40 agraciados (16 póstumos) em novembro.

## Características
A Medalha Nacional de Reconhecimento às Vítimas do Terrorismo é uma flor branca com cinco pétalas marcadas com listras brancas, intercaladas com folhas de oliveira, suspensas por uma fita branca. No anverso ostenta a estátua da República erguida na praça homônima de Paris, com o exergo “República Francesa”, e, no reverso, duas bandeiras francesas cruzadas com o lema “Liberdade-Igualdade-Fraternidade” (em francês:  Liberté-Egalité-Fraternité).

## Antiguidade
Na ordem protocolar, a Medalha Nacional de Reconhecimento às Vítimas do Terrorismo é a quinta mais importante, atrás da Legião de Honra, da Ordem da Libertação, da Medalha Militar e da Ordem Nacional do Mérito.